# Баришев Микола Андрійович
Микола Андрійович Ба́ришев (рос. Николай Андреевич Барышев; нар. 9 лютого 1907, Казань — пом. 10 квітня 1944, Сімферополь) — радянський художник театру, заслужений діяч мистецтв РРФСР з 1940 року.

## Біографія
Народився 27 січня [9 лютого] 1907 року у місті Казані (тепер Татарстан, Росія). 1929 року закінчив Казанський художній технікум. З 1930 року працював художником у Кримському російському драматичному театрі у Сімферополі.
Під час німецько-радянської війни знаходився в окупованому Криму, очолював підпільну групу «Сокіл». Розстріляний окупантами у Сімферополі 10 квітня 1944 року. Похований у Сімферополі на Першому цивільному кладовищі в братській могилі сімферопольських підпільників (сектор № 1).

## Творчість
Оформив вистави:
- «Приборкання норовливої» Вільяма Шекспіра (1935);
- «Підступність і кохання» Фрідріх Шиллера (1938);
- «Як гартувалася сталь» за Миколою Островським (1938);
- «Людина з рушницею» Миколи Погодіна (1939);
- «Кремлівські куранти» Миколи Погодіна (1940).

## Пам'ять

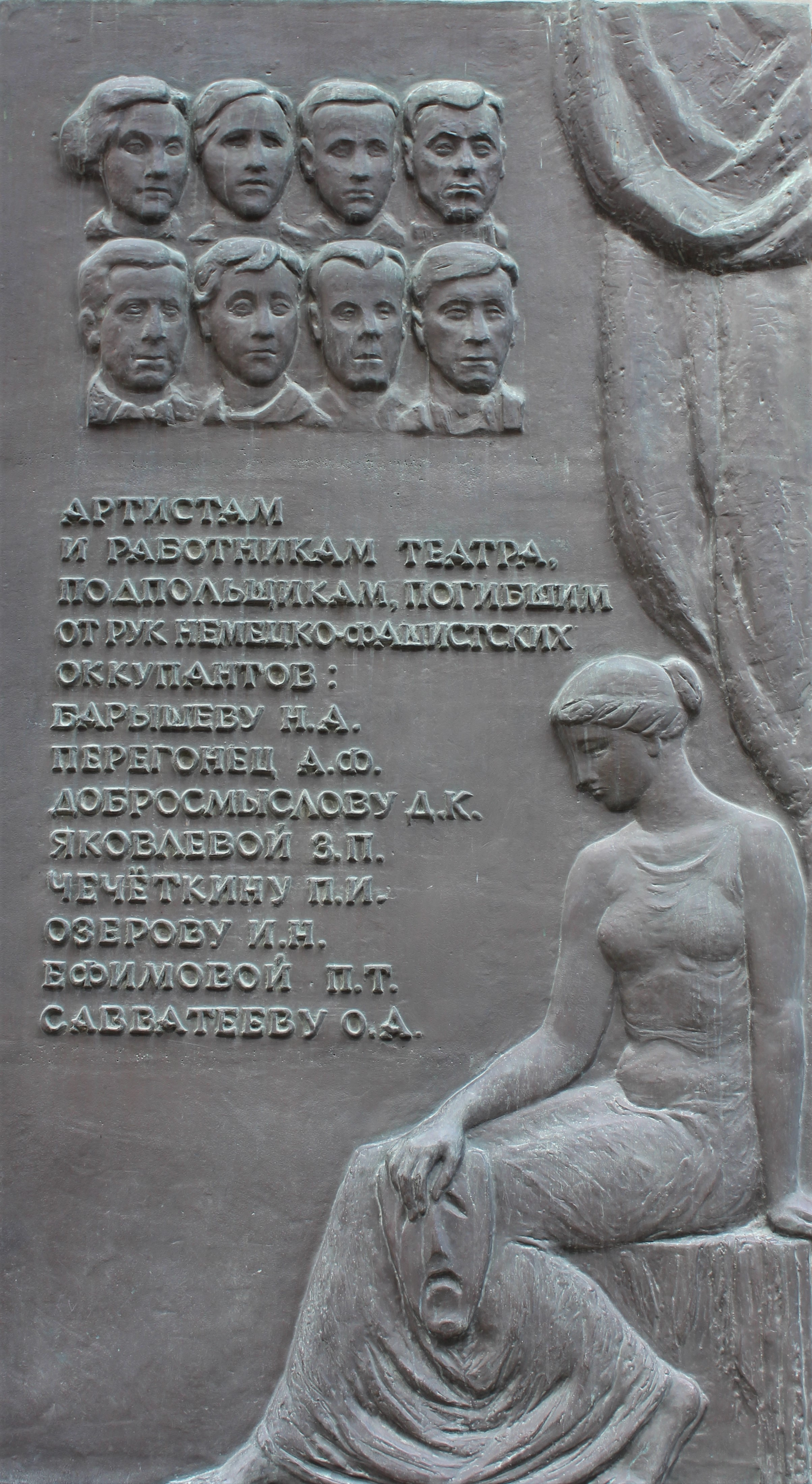
Меморіальна дошка.

- У Кримському російському драматичному театрі йде вистава «Вони були акторами», присвячена театральним підпільникам;
- На будівлі Кримського російського драматичного театру по вулиці Пушкіна № 15 встановлена меморіальна дошка, на якій написано російською мовою[2]:

«Артистам и работникам театра, погибшим от рук немецко-фашистских оккупантов: Барышеву Н. А., Перегонец А. Ф., Добросмыслову Д. К., Яковлевой З. П., Чечеткину П. И., Озерову И. Н., Ефимовой П. Т., Савватееву О. А.»

- У 1981 році на кіностудії «Мосфільм» режисером Георгієм Натансоном знятий фільм «Вони були акторами». Роль Миколи Баришева виконав Олександр Фатюшин[3].